# NGC 728
NGC 728 is een object bestaande uit drie sterren in het sterrenbeeld Vissen. Dit driehoekvormige hemelobject werd op 16 oktober 1827 ontdekt door de Britse astronoom John Herschel. Doordat NGC 728 zich vertoont als een driehoek kan dit object gerangschikt worden in de lijst van telescopische asterismen.